# Michaił Duchanow
Michaił Pawłowicz Duchanow (ros. Михаи́л Па́влович Духа́нов, ur. 14 lipca?/26 lipca 1896 w Kijowie, zm. 2 września 1969 w Leningradzie) – radziecki dowódca wojskowy, generał porucznik.

## Życiorys
Od sierpnia 1915 służył w rosyjskiej armii jako żołnierz batalionu pontonowego w Kijowie i batalionu saperskiego w Charkowie, uczestniczył w I wojnie światowej, w maju 1916 skończył kijowską szkołę podchorążych i został wysłany na Front Południowo-Zachodni.
W lutym 1918 wstąpił do Armii Czerwonej, od września 1918 dowodził batalionem, w kwietniu 1919 został zastępcą szefa wydziału sztabu 14 Armii Frontu Południowego, brał udział w walkach z wojskami Denikina w Donbasie i Lewobrzeżnej Ukrainie.
W październiku 1921 ukończył Wojskową Akademię Armii Czerwonej, potem zajmował różne stanowiska sztabowe, 1928-1931 był szefem sztabu 14 Dywizji Kawalerii Moskiewskiego Okręgu Wojskowego.
Od października 1931 do października 1934 wykładał w Wojskowej Akademii Technicznej Armii Czerwonej im. Dzierżyńskiego i Wojskowej Akademii Mechanizacji i Motoryzacji Armii Czerwonej, od października 1934 do października 1936 był komendantem szkoły wojskowej, później szefem wydziału Zarządu Uczelni Wojskowych Armii Czerwonej, w listopadzie 1935 otrzymał stopień kombriga.
Od października 1937 do sierpnia 1938 był zastępcą dowódcy wojsk Nadwołżańskiego Okręgu Wojskowego, od sierpnia 1938 do listopada 1939 zastępcą dowódcy wojsk Leningradzkiego Okręgu Wojskowego w stopniu komdiwa, w listopadzie 1939 został komkorem i dowódcą 9 Armii i na jej czele uczestniczył w wojnie z Finlandią, w grudniu 1939 został odwołany ze stanowiska i skierowany do dyspozycji Głównego Zarządu Kadr Ludowego Komisariatu Obrony ZSRR.
Od maja 1940 do sierpnia 1941 był zastępcą dowódcy wojsk Leningradzkiego Okręgu Wojskowego, w sierpniu-wrześniu 1941 zastępcą dowódcy Frontu Północnego, we wrześniu-październiku dowódcą 10 Dywizji Strzeleckiej, w październiku-listopadzie 1942 tymczasowym dowódcą korpusu piechoty 23 Armii, a od listopada 1941 do maja 1942 szefem sztabu Newskiej Grupy Operacyjnej. Od maja do października 1942 był zastępcą dowódcy Leningradzkiej Grupy Wojsk Frontu Leningradzkiego, następnie dowódcą Newskiej Grupy Operacyjnej i 67 Armii Frontu Leningradzkiego, w styczniu 1943 dowodził wojskami, które przeprowadziły operację Iskra mającą na celu przerwanie blokady Leningradu, 29 kwietnia 1943 otrzymał stopień generała porucznika. Od grudnia 1943 do końca wojny był zastępcą dowódcy 8 Gwardyjskiej Armii 3 Frontu Ukraińskiego/1 Frontu Białoruskiego, brał udział w operacji białoruskiej, warszawsko-poznańskiej i berlińskiej.
Po wojnie został p.o. zastępcy dowódcy wojsk Leningradzkiego Okręgu Wojskowego, 16 kwietnia 1953 zakończył służbę wojskową.

## Odznaczenia
- Order Lenina
- Order Czerwonego Sztandaru (czterokrotnie)
- Order Suworowa I klasy
- Order Kutuzowa I klasy
- Order Bohdana Chmielnickiego I klasy
- Order Świętego Stanisława III klasy z Mieczami i Kokardą
- Order Świętego Jerzego IV klasy
- Order Czerwonej Gwiazdy

I inne.